# Asia Rugby
Asia Rugby, früher die Asian Rugby Football Union (ARFU), ist der für Asien zuständige Kontinentalverband für die Sportarten Rugby Union und Siebener-Rugby sowie einer von sechs kontinentalen Verbänden unterhalb des Weltverbandes World Rugby. Ihm sind 36 nationale Verbände angeschlossen. Der Verband mit Sitz in Hongkong ist zuständig für die Ausrichtung mehrerer Rugbyturniere, darunter die Rugby-Union-Asienmeisterschaft und U-19-Turniere der Männer und Frauen (inklusive Siebener-Rugby). Da Siebener-Rugby eine olympische Sportart ist, arbeitet Asia Rugby hier mit dem Olympic Council of Asia zusammen. Gegründet wurde Asia Rugby im Jahr 1968 durch acht Verbände.

## Geschichte

Altes Logo der ARFU

Die Asian Rugby Football Union wurde im Jahr 1968 in der thailändischen Hauptstadt Bangkok gegründet. Gründungsmitglieder waren Hongkong, Japan, Malaysia, Singapur, Sri Lanka, Südkorea, Taiwan und Thailand. Im Juni 2015 benannte sich die ARFU in  Asia Rugby um.

## Mitglieder

Anzahl der registrierter Rugbyspieler in den Mitgliedsverbänden von Asia Rugby (2018):
>100.000 Lizenzen
>40.000 Lizenzen
>20.000 Lizenzen
>10.000 Lizenzen
>5.000 Lizenzen
<5.000 Lizenzen

| - Afghanistan (AFR) - Bahrain - Bangladesch - Brunei - Guam - Hongkong (HKRU) - Indien - Indonesien - Irak - Iran - Japan (JRFU) - Jordanien - Kambodscha - Kasachstan (KRU) - Katar - Kirgisistan - Laos - Libanon | - Macau - Malaysia - Mongolei - Nepal - Oman - Pakistan - Palästina - Philippinen - Saudi-Arabien - Singapur - Sri Lanka - Südkorea (KRU) - Syrien - Taiwan - Thailand - Usbekistan - Vereinigte Arabische Emirate - Volksrepublik China |